# N,N-dimetilformamida
La N,N-dimetilformamida (o dimetilformamida), es un compuesto orgánico de fórmula (CH3)2-N-CHO. Comúnmente abreviado como DMF (aunque este acrónimo también se usa a veces para el dimetilfurano), este líquido incoloro es miscible en agua y la mayoría de componentes orgánicos. La DMF es utilizada como disolvente para reacciones químicas. Es muy utilizada como disolvente de polímeros que presenten alta asociación intermolecular por puentes de hidrógeno, como algunos poliuretanos. En algunos casos se suele emplear de manera similar a la N,N-Dimetilacetamida (DMAc) o la N-Metilpirrolidona (NMP), aunque los puntos de ebullición son distintos. Estos tres disolventes son denominados "disolventes amídicos" por contener un grupo amida en su estructura química.
La dimetilformamida pura es inodora, mientras que si está degradada presenta un cierto olor a pescado debido a la impureza de la dimetilamina. Su nombre proviene del hecho de ser un derivado de la formamida, la amida del ácido fórmico.
La dimetilformamida es un disolvente polar con un alto punto de ebullición. Facilita las reacciones que siguen mecanismos polares, como es el caso de las reacciones SN2. La dimetilformamida puede ser sintetizada a partir de formiato de metilo y dimetilamina o mediante reacciones con dimetilamina y monóxido de carbono.
No es estable en presencia de bases fuertes como el hidróxido sódico o ácidos fuertes como el ácido clorhídrico o ácido sulfúrico y se hidroliza en ácido fórmico y dimetilamina, especialmente a altas temperaturas.

## Estructura y propiedades

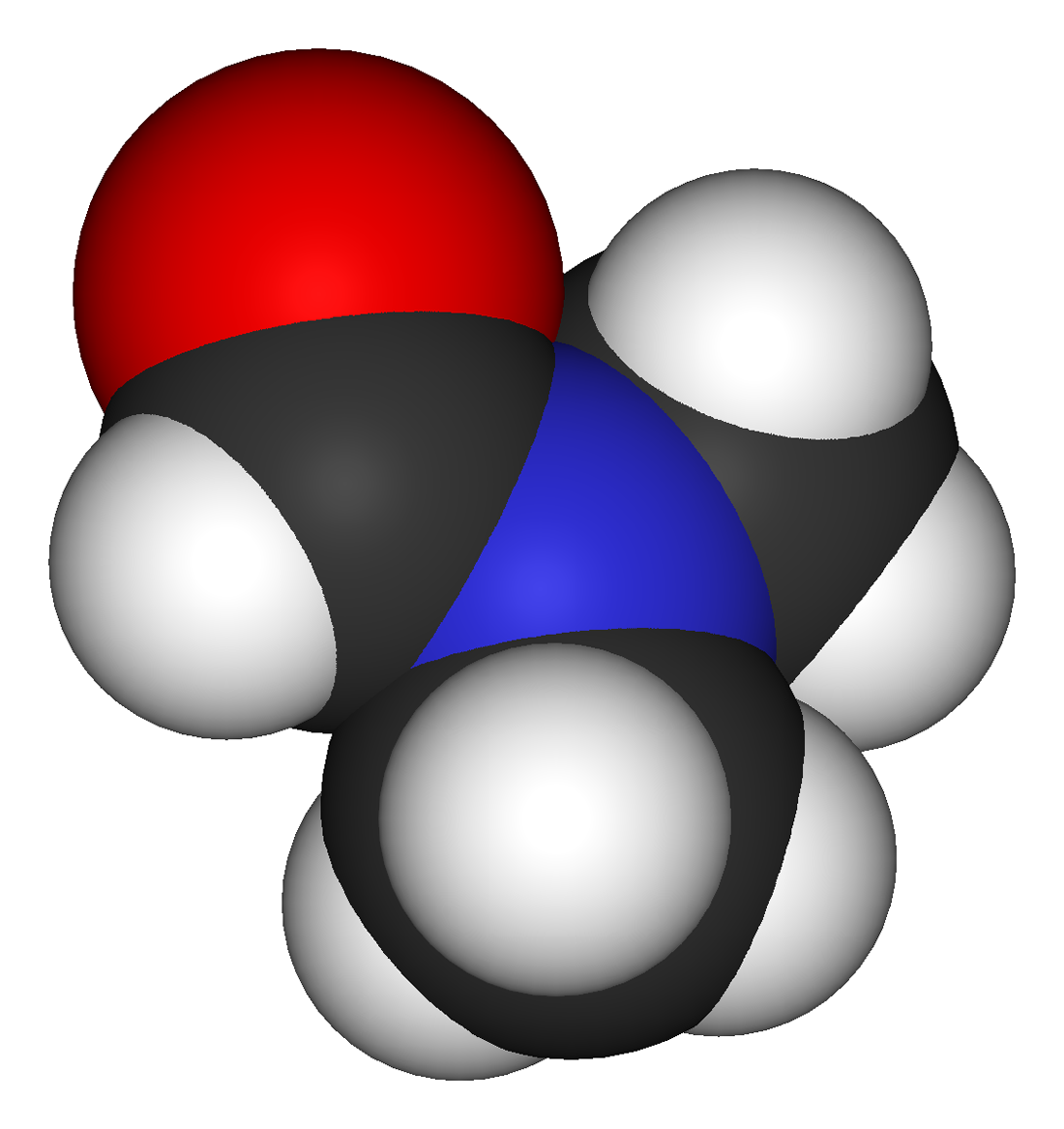
DMF según el modelo llenado de espacios.

Debido a la contribución de las dos posibles estructuras de resonancia de una amina, se reduce el orden de enlace del enlace C=O (carbonilo), mientras que el del enlace carbono-nitrógeno aumenta. De este modo, el espectro infrarrojo del DMF presenta una menor frecuencia de estrechamiento del carbonilo a 1675 cm-1 que en el carbonilo no sustituido. También, debido al carácter del doble enlace parcial, la rotación alrededor del eje C-N es lenta a temperatura ambiente, haciendo a los dos grupos metílicos inequivalentes en la escala de tiempo de la RMN, dando lugar a dos singletes de tres protones cada uno a un δ 2,97 y 2,88, en vez de un singlete de seis protones en el espectro del protón NMR.

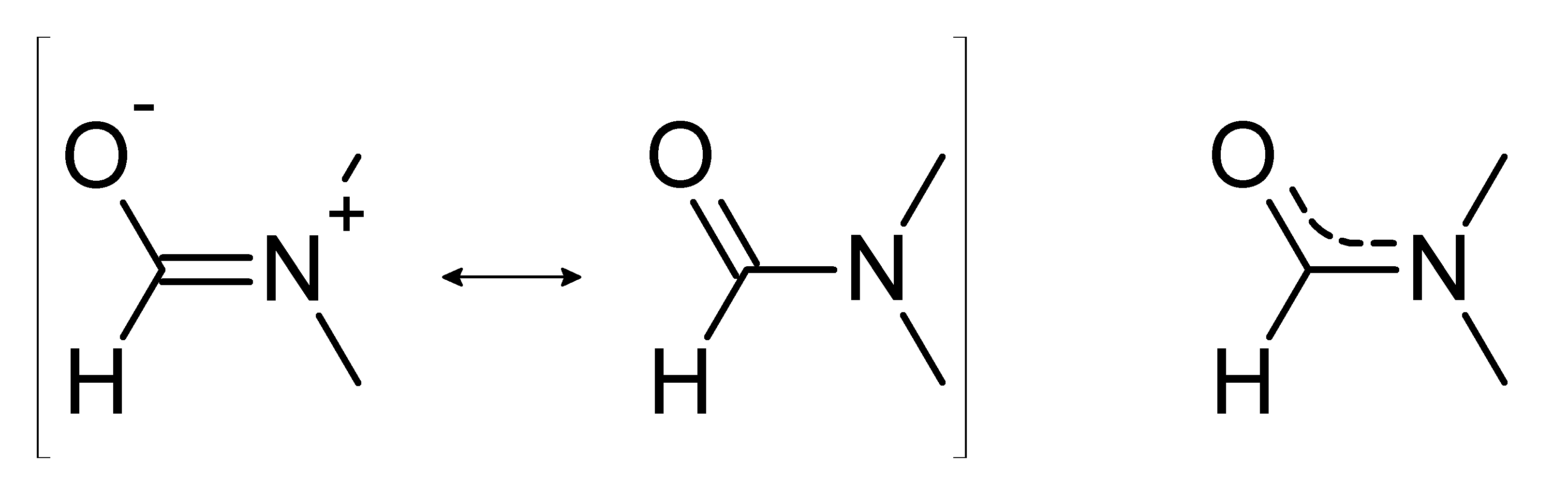
Las dos formas resonantes del DMF.

La N,N-dimetilformamida es miscible con agua en todas las proporciones Su presión de vapor a 20 °C es de 3.5hPa Una constante de la Ley de Henry de 7.47×10−5 hPa•m³/mol puede ser calculada a partir de una constante de equilibrio experimentalmente determinada a 25 °C. Se mide un coeficiente de reparto octanol-agua de –0.85. Ya que la densidad de la DMF (0.95 g/cm³ a 20 °C) es bastante similar a la del agua, no se espera una flotación significante o la estratificación en aguas superficiales en caso de pérdidas accidentales.

## Producción
La dimetilformamida puede producirse ya sea mediante reacciones catalizadas de dimetilamina y monóxido de carbono o una reacción entre dimetilamina y formiato de metilo.

## Aplicaciones
El uso primario de la dimetilformamida es como disolvente con un bajo índice de evaporación. Es usada en la fabricación de fibras acrílicas y plásticos. Es también usada como acoplador de péptidos en la síntesis de productos farmacéuticos, en el desarrollo de pesticidas y en la fabricación de adhesivos, cuero sintético, fibras, películas y revestimientos de superficies.
Es usada como reactivo en la síntesis de aldehídos de Bouveault y en la reacción de Vilsmeier-Haack, otro método útil para formar aldehído.
Es también un catalizador usado habitualmente en la síntesis de haluros de ácido, en particular la síntesis de cloruro de acilo a partir de ácidos carboxílicos usando oxalilo o cloruro de tionilo.
La dimetilformamida penetra en plásticos y los hace inflamables, lo que la hace muy apropiada para la síntesis de péptidos en fase sólida.  Es además utilizada frecuentemente como removedor de pinturas, o quitapinturas.
Es bastante efectiva para separar y suspender nanotubos de carbono, y es recomendada por el Instituto Nacional de Estándares y Tecnología para su uso en la espectroscopia del Infrarrojo cercano.
La DMF es usada como un solvente para recuperar olefinas tales como el butadieno, vía destilación extractiva. 
Es también usada en la manufacturación de tintes solventes como una importante materia prima. Ésta es consumida durante la reacción.
El gas de acetileno puro no puede ser comprimido y almacenado sin el peligro de que ocurra alguna explosión. El gas de acetileno industrial es por lo tanto disuelto en dimetilformamida y almacenado en cilindros de metal o botellas. La caja es también llenada con agamassan, que vuelve segura su transportación y uso.  
Es utilizado igualmente como crioprotector intracelular para crioconservación de tejidos, órganos y embriones.
Además puede ser utilizado para la fabricación de plásticos biodegradables.

## Síntesis
La dimetilformamida se produce mediante la reacción catalizada de la dimetilamina con monóxido de carbono a bajas temperaturas y presión.

## Precauciones
La reacción del hidruro de sodio con la dimetilformamida como disolvente es peligroso: Se han detectado reacciones exotérmicas a temperaturas bajas como 26 °C. En una escala de laboratorio, cualquier fuga térmica es (usualmente) notificada rápidamente y puesta bajo control con un baño de hielo, con lo que se mantiene una combinación popular de reactivos. Por otro lado, en una escala de planta piloto han sido reportados varios accidentes.

## Toxicidad
Está clasificado bajo A4, no clasificable como carcinógeno humano, pero se especula que cause defectos congénitos. En algunos sectores de la industria se prohíbe a mujeres trabajar con DMF. Para algunas reacciones se puede sustituir por dimetilsulfóxido. Algunos fabricantes de DMF la han establecido en la Ficha de datos de seguridad como peligroso para la salud debido a que no es eliminado fácilmente por el cuerpo. De acuerdo a la IARC el DMF puede ser un posible agente cancerígeno, pero la EPA no lo considera como tal.